# دوفبيش
دوفبيش (Довбиш) هي بلدة من النمط المدني في مقاطعة بيراني في أوكرانيا.
يبلغ عدد سكانها حوالي 4457 نسمة.